# 1156 en santé et médecine
| Années de la santé et de la médecine : 1153 - 1154 - 1155 - 1156 - 1157 - 1158 - 1159    |
| Décennies de la santé et de la médecine : 1120 - 1130 - 1140 - 1150 - 1160 - 1170 - 1180 |

Cet article présente les faits marquants de l'année 1156 en santé et médecine.

## Événements
- Première mention d'« un hôpital [« champêtre »], pour les pauvres mendiants, donné par Ermengarde, vicomtesse de Narbonne, à deux frères qui le servaient[1] ».
- 1156-1159 : fondation à Prague par le roi Vladislav Ier, d'un hôpital confié aux frères de Saint-Jean de Jérusalem, premier établissement tenu par leur ordre en Bohême[2].

## Personnalités
- 1122-1156 : fl. Barthélemy[3], médecin, qui adresse son disciple Bernard[3] à Pierre le Vénérable, abbé de Cluny, affligé d'un catarrhe.
- 1156 ou 1157 : fl. Almon, « flebotomus » (« saigneur ») de l'abbaye de Saint-Maur des Fossés[3].

## Naissance
- Zhang Congzheng (mort en 1228), médecin chinois, auteur du traité des Soins des confucianistes à leurs parents, fondateur de l'« école de l'attaque et de la purgation[4],[5] ».

## Décès
- Entre le 12 janvier 1152 et le 12 janvier 1156 : Richer (né à une date inconnue), médecin, archidiacre de Châteaudun puis du Dunois, cité dans des chartes de l'abbaye Notre-Dame de Josaphat[6],[7].